# Douy
 Douy  là một xã thuộc tỉnh Eure-et-Loir trong vùng Centre-Val de Loire ở bắc trung bộ nước Pháp. Xã này nằm ở khu vực có độ cao trung bình 120 mét trên mực nước biển. Xã có diện tích 6,84 km2, dân số năm 1999 là 447 người.